# جيمس كاميرون
جيمس فرانسيس كاميرون (بالإنجليزية: James Francis Cameron)‏ (مواليد 16 أغسطس 1954) هو مخرج أفلام، وكاتب سيناريو، ومخترع ومنتج سينمائي كندي، حاصل على ثلاثة جوائز أكاديمية، يعرف بأفلام الآكشن والخيال العلمي، والتي غالبّا تحصد عوائد مالية كبيرة. تستكشف أفلام جيمس كاميرون العلاقة بين البشر والتقنية. أخرج كاميرون فيلم تيتانيك والذي استمر باعتلاء القمة من حيث الربح، فحصل على أكثر من 1.8 مليار دولار أمريكي عالميًا. وهو عضو في مجتمع المريخ. ويعد أنجح مخرجي الأفلام الكنديين ماليًا على الإطلاق. بالإضافة لفيلم الخيال العلمي أفاتار الذي تخطى بأرباحه وشهرته عمله السابق تايتانك.

## بداياته
ولد جيمس كاميرون في 16 أغسطس 1954 في مدينة كابوسكاسينغ بمقاطعة أونتاريو بكندا لوالد يعمل مهندسًا، أما هو فدرس الفيزياء وتخصص فيها، إلا أن حبه للسينما والشاشة الفضية اختطفه من الفيزياء، فانتقل عام 1971 إلى الولايات المتحدة، وهناك أصدر أول عمل له كمخرج مساعد ومشرف فني في فيلم للمخرج المعروف «روجر كورمان» «معركة ما بعد النجوم» عام 1980، ليقدم في العام التالي مباشرة فيلمه الأول كمخرج «السمكة الضارية» الجزء الثاني.
إلا أن البداية الحقيقية لكاميرون جاءت عام 1984 عندما كتب وأخرج أشهر أفلام أرنولد شوارزنيجر، وهو فيلم "المبيد" (The Terminator) علما بأن جميع استوديوهات هوليوود رفضت المجازفة بالتعامل مع مخرج مبتدئ لإخراج الفيلم وقد حقق الفيلم نجاحا كبيرا، وبعد ذلك بدأت نجومية كاميرون في الظهور بقوة كأحد أشهر مخرجي أفلام الحركة والخيال العلمي في هوليود، ليقدم بعدها مجموعة كبيرة من الأفلام منها: "Aliens" عام 1986 و"تايتانك" (Titanic) عام 1997 وفيلم "Spider-Man and Dark Angel"، كما أكمل كاميرون سلسلة أفلام "المبيد" (The Terminator) مع أرنولد شوارزنيجر لتصل إلى ثلاثة أجزاء.
عام 1984، كتب وأخرج فيلم "المبيد" (The Terminator)، وهو فيلم آكشن وإثارة مستقبلية من بطولة أرنولد شوارزنيجر، ومايكل بين، وليندا هاملتن. وقد حقق نجاحاً كبيراً. بعد أن ذلك أخرج مجموعة أعمال ناجحة من نوع الخيال العلمي مثل «الغرباء» (1986) وفيلم "المبيد2: الجزاء" (Terminator 2: Judgment Day) (1991). يعد كاميرون الآن من أكثر المخرجين المطلوبين في هوليود. كان سابقا متزوجاً من المنتجة غيل آن هيرد، التي أنتجت عدة من أفلامه. تزوج بعد ذلك كاثرين بيغيلو في عام 1989. وهي أحد المستشارين في وكالة أبحاث الفضاء الأميريكية (ناسا).

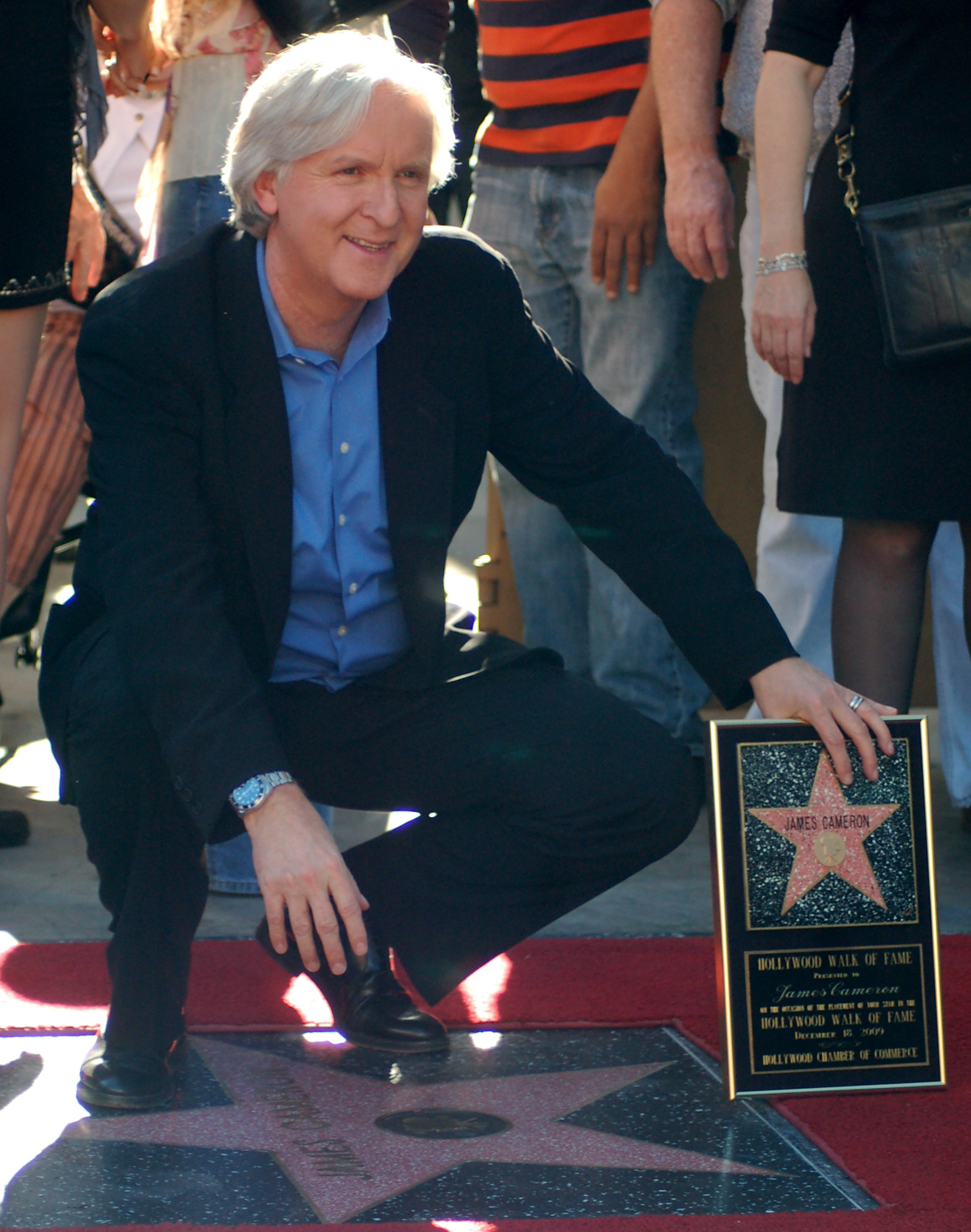
جيمس كاميرون يحصل على نجمة تقدير في ممر الشهرة في هوليوود.

## فلسفته الخاصة

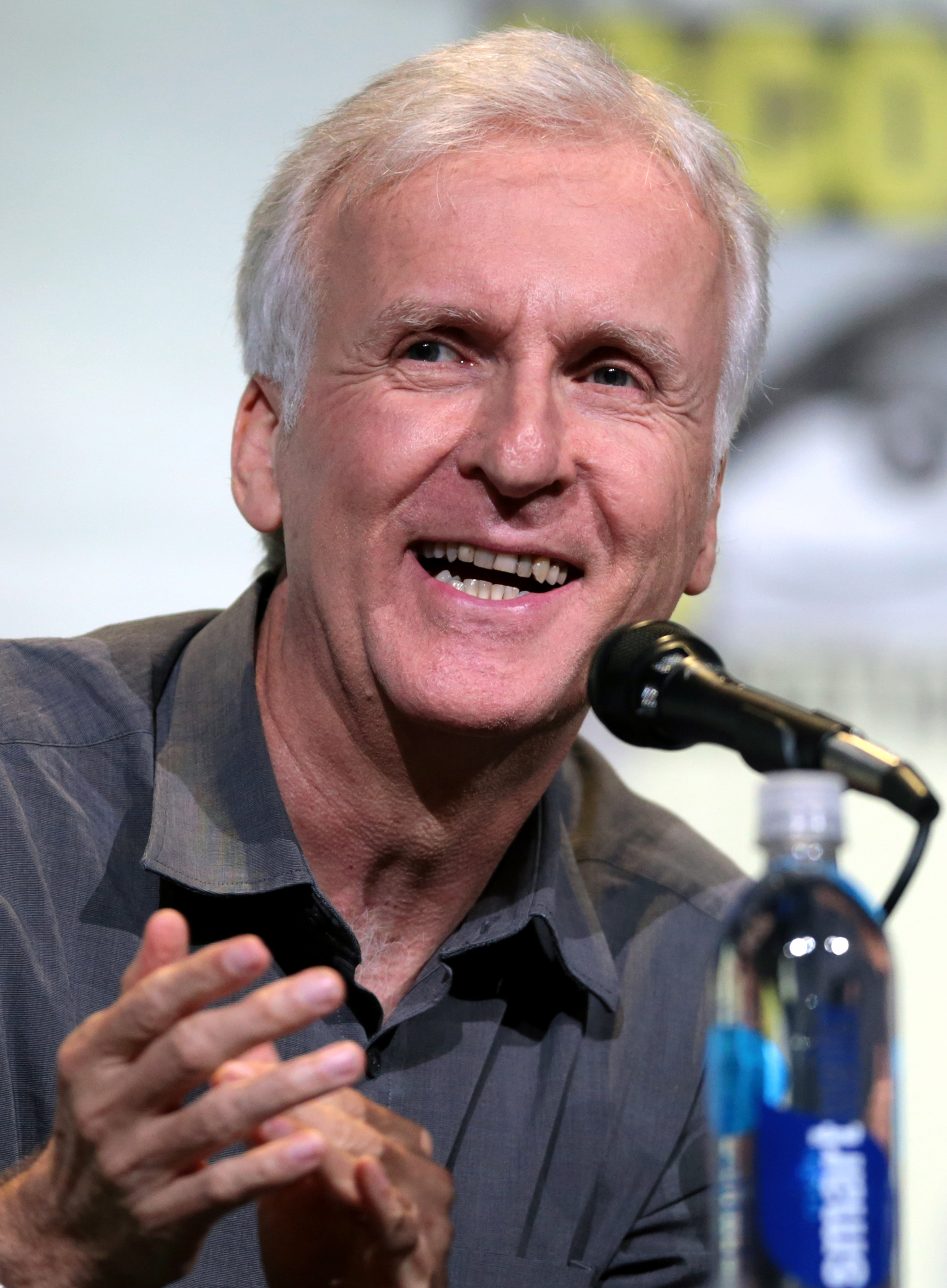
جيمس كاميرون يتحدث في مؤتمر سان دييغو كوميك كون الدولي لعام 2016 (21-24 يوليو) في سان دييغو، كاليفورنيا.

تتميز أفلام كاميرون بالتقنية العالية في التصوير، فهو من أوائل المخرجين الذين استخدموا الحاسوب في التصوير السينمائي في هوليود، وظهر هذا وبوضوح في سلسلة "المبيد" (The Terminator) خاصة في الأجزاء الأخيرة من السلسلة، وتتميز أفلامه أيضا بوجود ذلك التشابك والصراع بين الإنسان ومشاعره الإنسانية من ناحية والآلة، وهو ما ظهر بوضوح في أفلام مثل "تايتانك" (Titanic) خلق قصة الحب الفريدة التي قدمت نهاية متوازنة بين الإنسان والآلة، حيث كان الفوز من نصيب الإثنين الإنسان والآلة، ولكنه لم يكن فوزا كاملا، فالآلة لم تحطم الحب بالكامل، والحب لم يكتمل أيضا فقد خسرت الحبيبة حبيبها.
أما في فيلم "المبيد" (The Terminator) كان الصراع بين الإنسان والآلة أشد وضوحا، ولكن الفلسفة كانت مختلفة قليلا، فكان الصراع ثلاثيا بين طرفين، بين الآلة الشريرة من جانب والإنسان والآلة الطيبة من جانب آخر، وكانت النهاية في صالح الإنسان الذي انتصر في النهاية، وجسد لنا جيمس هذه الملحمة عبر ثلاثة أجزاء، معبرا وبكل وضوح عن هذه الفلسفة الجديدة في السينما العالمية.

## أهم أعماله
- 2022: Avatar: The Way of Water

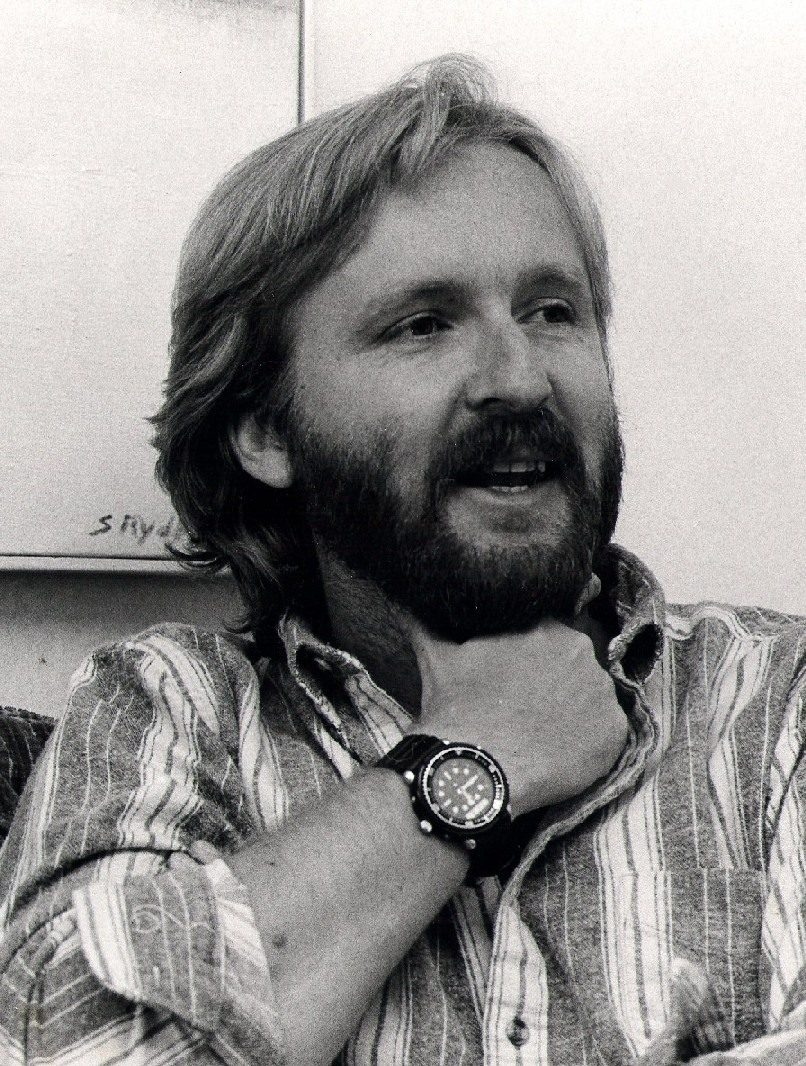
جيمس كاميرون عام 1986

- 2011 : Battle Angel (مرحلة ما قبل الإنتاج)
- 2009 : أفاتار
- 2005 : Aliens of the Deep
- 2003 : Ghosts of the Abyss
- 2002 : Expedition: Bismarck
- 1997 : تيتانيك
- 1996 : T2 3D: Battle Across Time
- 1994 : أكاذيب حقيقية
- 1991 : المبيد2: الجزاء (Terminator 2: Judgment Day)
- 1989 : The Abyss
- 1986 : Aliens
- 1984 : المبيد (The Terminator)
- 1981 : Piranha Part Two: The Spawning
- 1978 : Xenogenesis

## الجوائز والتقديرات
- كان "تايتانك" (Titanic) هو بداية مشوار كاميرون مع الجوائز، حيث حصل على الأوسكار كأفضل مخرج، وتقاسم جائزة أفضل منتج مع كونراد بوف وريتشارد هاريس، وجائزة أفضل صورة بالتقاسم مع جون لاندو.
- وفي اعتراف بـ«مهنية متميزة للمخرج الكندي» منحت جامعة كارلتون في أوتاوا كاميرون درجة الدكتوراة الفخرية في الفنون الجميلة في 13 يونيو 1998.
- وفي عام 1998 حصل على درجة الدكتوراة الفخرية في القانون من جامعة رايرسون وتورونتو، وتعتبر جوائز الجامعة أعلى تكريم لأولئك الذين قدموا مساهمات استثنائية في كندا أو على الصعيد الدولي.

وحاليا يعمل جيمس كاميرون كمستكشف مقيم لدى ناشيونال جيوغرافيك.
وساهم مع مجلة ناشيونال جيوغرافيك العالمية في عدد من التحقيقات الصحفية منها موضوع «تايتانيك» في عدد أبريل من عام 2012 بمناسبة مرور مئة عام على غرق هذه السفينة الشهيرة.
كما قام بغوص انفرادي إلى أعمق نقطة في العالم خندق ماريانا، في غواصة من تصميمه الشخصي.

## وصلات خارجية
- جيمس كاميرون على موقع IMDb (الإنجليزية)
- جيمس كاميرون على موقع ميتاكريتيك (الإنجليزية)
- جيمس كاميرون على موقع الموسوعة البريطانية (الإنجليزية)
- جيمس كاميرون على موقع روتن توميتوز (الإنجليزية)
- جيمس كاميرون على موقع مونزينجر (الألمانية)
- جيمس كاميرون على موقع ألو سيني (الفرنسية)
- جيمس كاميرون على موقع ميوزك برينز (الإنجليزية)
- جيمس كاميرون على موقع تيرنر كلاسيك موفيز (الإنجليزية)
- جيمس كاميرون على موقع أول موفي (الإنجليزية)
- جيمس كاميرون على موقع بوكس أوفيس موجو (الإنجليزية)